# COVID19CZ
COVID19CZ byla komunita dobrovolníků, která vznikla na jaře roku 2020 v reakci na propuknutí pandemie koronaviru v ČR. „Společná aktivita českých technologických firem a IT nadšenců zaměřená na pomoc v boji s nákazou COVID-19. Smyslem aktivity je nabídnout moderní technologie i pomoc s komunikací tam, kde mohou usnadnit boj s virovou nákazou, ať již zpřístupněním informací nebo třeba datovou analýzou usnadňující detekci ohnisek šíření nákazy.“

## Činnost
COVID19CZ vzniklo jako neformální uskupení odborníků. Základ iniciativy položili čeští podnikatelé a technologičtí odborníci, kteří k sobě postupně nabalovali komunitu dalších dobrovolníků a nadšenců ochotných pomoci. Společnými silami se věnovali různým projektům, naplňujícím jednotlivé cíle a ukazujícím, jak data a technologie pomáhají šíření nákazy zpomalit a minimalizovat její následky.
Hlavní tváře:
- Petr Šimeček, Keboola
- Pavel Doležal, Keboola
- Jan Barta, Pale Fire Capital
- Dušan Šenkypl, Pale Fire Capital
- Pavel Zima, Seznam.cz
- Patrick Zandl, Prusa Research
- Jakub Nešetřil, Česko.Digital
- Tomáš Havryluk, Alza.cz
- Ondřej Tomas, CleverMaps
- Petr Bednařík, DataSentics
- Petr Bartoš, Cogvio Medical
- Osman Salih, Mluvii
- Vojta Roček, Workday
- Tomáš Vondráček, WMC/Grey

Skupina aktivně pracovala či spolupracovala na celé řadě celospolečensky významných projektů, zejména na krizové lince 1212, ventilátoru pro covid pacienty atd.
Po několika měsících udělala symbolickou tečku za svým fungováním a předala své projekty státu.